# Sejães
Sejães é uma povoação portuguesa do Município de Oliveira de Frades que foi sede da extinta Freguesia de Sejães, freguesia que tinha 5,51 km² de área e 200 habitantes (2011), e, por isso, uma densidade populacional de 36,3 hab/km².
A Freguesia de Sejães foi extinta (agregada) pela reorganização administrativa de 2012/2013, tendo o seu território sido integrado na então criada União das Freguesias de Oliveira de Frades, Souto de Lafões e Sejães.

## População
| População da freguesia de Sejães | População da freguesia de Sejães | População da freguesia de Sejães | População da freguesia de Sejães | População da freguesia de Sejães | População da freguesia de Sejães | População da freguesia de Sejães | População da freguesia de Sejães | População da freguesia de Sejães | População da freguesia de Sejães | População da freguesia de Sejães | População da freguesia de Sejães | População da freguesia de Sejães | População da freguesia de Sejães | População da freguesia de Sejães |
| -------------------------------- | -------------------------------- | -------------------------------- | -------------------------------- | -------------------------------- | -------------------------------- | -------------------------------- | -------------------------------- | -------------------------------- | -------------------------------- | -------------------------------- | -------------------------------- | -------------------------------- | -------------------------------- | -------------------------------- |
| 1864                             | 1878                             | 1890                             | 1900                             | 1911                             | 1920                             | 1930                             | 1940                             | 1950                             | 1960                             | 1970                             | 1981                             | 1991                             | 2001                             | 2011                             |
| 312                              | 362                              | 315                              | 359                              | 360                              | 375                              | 438                              | 358                              | 339                              | 351                              | 272                              | 229                              | 259                              | 249                              | 200                              |

| Distribuição da População por Grupos Etários | Distribuição da População por Grupos Etários | Distribuição da População por Grupos Etários | Distribuição da População por Grupos Etários | Distribuição da População por Grupos Etários | Distribuição da População por Grupos Etários | Distribuição da População por Grupos Etários | Distribuição da População por Grupos Etários | Distribuição da População por Grupos Etários | Distribuição da População por Grupos Etários |
| -------------------------------------------- | -------------------------------------------- | -------------------------------------------- | -------------------------------------------- | -------------------------------------------- | -------------------------------------------- | -------------------------------------------- | -------------------------------------------- | -------------------------------------------- | -------------------------------------------- |
| Ano                                          | 0-14 Anos                                    | 15-24 Anos                                   | 25-64 Anos                                   | > 65 Anos                                    |                                              | 0-14 Anos                                    | 15-24 Anos                                   | 25-64 Anos                                   | > 65 Anos                                    |
| 2001                                         | 42                                           | 49                                           | 92                                           | 66                                           |                                              | 16,9%                                        | 19,7%                                        | 36,9%                                        | 26,5%                                        |
| 2011                                         | 27                                           | 24                                           | 107                                          | 42                                           |                                              | 13,5%                                        | 12,0%                                        | 53,5%                                        | 21,0%                                        |

Média do País no censo de 2001:  0/14 Anos-16,0%; 15/24 Anos-14,3%; 25/64 Anos-53,4%; 65 e mais Anos-16,4%
Média do País no censo de 2011:   0/14 Anos-14,9%; 15/24 Anos-10,9%; 25/64 Anos-55,2%; 65 e mais Anos-19,0%

## Património
- Pedra do Rasto dos Mouros
- Igreja de São Martinho (matriz)
- Capela de São Mateus
- Ponte Luís Bandeira
- Insculturas rupestres do Rasto dos Mouros
- Casa do Falcão
- Moinhos de água
- Trecho do rio Vouga e praia fluvial
- Açude